# Nanaloricus
A Nanaloricus a Loricifera törzsének a Nanaloricida rendjébe, ezen belül a Nanaloricidae családjába tartozó nem.

## Rendszerezés
A nembe az alábbi 3 faj tartozik:
- Nanaloricus gwenae Kristensen, Heiner & Higgins, 2007
- Nanaloricus khaitatus Todaro & Kristensen, 1998
- Nanaloricus mysticus Kristensen, 1983 - típusfaj